# Backstrom (série télévisée)
Pour les articles homonymes, voir Backstrom.
Backstrom est une série télévisée américaine en treize épisodes de 42 minutes créée par Hart Hanson et diffusée entre le 22 janvier et le 30 avril 2015 sur le réseau Fox et au Canada sur Citytv.
Cette série est diffusée par RTL-TVI depuis le 16 septembre 2018.

## Synopsis
Cette série narre les enquêtes d'une équipe de la brigade criminelle du Portland Police Bureau (en) dirigée par le lieutenant Everett Backstrom, un policier au tempérament autodestructeur et cynique.

## Distribution

### Acteurs principaux
- Rainn Wilson (VF : Emmanuel Gradi) : Détective Everett Backstrom
- Genevieve Angelson (en) (VF : Marie Tirmont) : Détective Nicole Gravely
- Dennis Haysbert (VF : Paul Borne) : Detective John Almond
- Kristoffer Polaha (VF : Guillaume Lebon) : Sergent Peter Niedermayer
- Page Kennedy (VF : Frantz Confiac) : Officier Frank Moto
- Beatrice Rosen (VF : Laëtitia Lefebvre) : Nadia Paquet
- Thomas Dekker (VF : Donald Reignoux) : Gregory Valentine

### Acteurs récurrents
- Sarah Chalke (VF : Véronique Desmadryl) : Amy Gazanian, ex-fiancée de Backstrom (6 épisodes)
- Rizwan Manji (en) (VF : Cédric Barbereau) : Dr Deb Chaman (5 épisodes)
- Inga Cadranel (VF : Anne Rondeleux) : Anna Cervantes, chef de police (3 épisodes)
- Adam Beach (VF : Loïc Houdré) : capitaine Jesse Rocha (3 épisodes)
- Robert Forster : Shérif Blue Backstrom, père d'Everett (2 épisodes)
- Lolita Davidovich (VF : Juliette Degenne) : Louise « Lou » Finster, mère de Gregory (2 épisodes)
- Ben Hollingsworth : ADA Steve Kines (2 épisodes)

- Version française
  - Société de doublage : Libra Films [4]
  - Direction artistique : Brieuc Martin

 Source et légende : version française (VF) sur RS Doublage

## Production

### Développement
Initialement développé par le réseau CBS lors de la saison télévisuelle 2012/2013 qui avait commandé le pilote le 22 janvier 2013,, c'est finalement la Fox qui commande le 7 janvier 2014 une première saison composé de treize épisodes,.
Le 20 novembre 2014, Fox annonce la date de diffusion de la série au 22 janvier 2015, à la suite de la saison 14 d’American Idol,.
Le 8 mai 2015, la série est annulée.

## Épisodes
1. Façon Backstrom (Dragon Slayer)
2. Bella (Bella)
3. Sectaire, moi ? (Takes One to Know One)
4. Cherchez la femme (I Am a Bird Now)
5. Prédateur (Bogeyman)
6. Chinoiseries (Ancient, Chinese, Secret)
7. Le shérif (Enemy of My Enemies)
8. Backstrom percute (Give 'Til It Hurts)
9. L'inéluctable vérité (The Inescapable Truth)
10. Point de rose sans épine (Love Is a Rose and You Better Not Pick It)
11. Voyeur, voyeur (I Like to Watch)
12. À la fraternité (Corkscrewed)
13. Crimes et châtiments (Rock Bottom)

## Audiences

### Aux États-Unis
Le jeudi 22 janvier 2015, FOX diffuse l'épisode pilote qui s'effectue devant 7,98 millions de téléspectateurs avec un bon taux de 1,9 % sur les 18/49 ans, qui est la cible fétiche des annonceurs, soit un lancement correct. La semaine suivante, la série accuse une forte baisse en réunissant 5,32 millions de téléspectateurs avec un taux décevant de 1,4 % sur les 18/49 ans.